# La tua ragazza sempre
La tua ragazza sempre è il quinto singolo della cantante italiana Irene Grandi, pubblicato nel marzo del 2000.

## Descrizione
Composta da Vasco Rossi e Gaetano Curreri, la canzone è stata inserita nell'album Verde rosso e blu della cantante toscana Irene Grandi.
Il brano ha partecipato al Festival di Sanremo 2000, classificandosi al secondo posto. Ha raggiunto anche la vetta della classifica radiofonica.

## Video musicale
Il videoclip del brano è stato girato all'interno del casinò di Sanremo dal regista Stefano Salvati. Il video vede la cantante eseguire il brano fra i tavoli verdi del casinò deserto, mentre a queste sequenze se ne alternano altre in cui Irene Grandi punta alla roulette diventando con poche vincite miliardaria. Alla fine, però, a causa di un cane particolarmente impetuoso, la cantante finisce per far volare la valigia, con i contanti vinti, in un camion tritarifiuti.

## Cover
Il 21 giugno 2009, presso lo Stadio San Siro di Milano, si è tenuto il concerto delle Amiche per l'Abruzzo, evento benefico in favore dei terremotati dell'Abruzzo. Tra i tanti brani è stato eseguito anche La tua ragazza sempre in una versione a quattro eseguita da Irene Grandi, Noemi, Dolcenera e Syria.
Nel 2019 Irene Grandi ha inciso una versione del brano in duetto con Loredana Bertè per l'album Grandissimo. Nel 2024 il duetto è stato inserito nella raccolta della Bertè Ribelle.

## Tracce
1. La tua ragazza sempre
2. La tua ragazza sempre (Versione strumentale)

## Classifiche
| Classifica (2000) | Posizione massima |
| ----------------- | ----------------- |
| Italia            | 4                 |